# お転婆
お転婆（おてんば）とは活発な女の子をさす。お転婆娘（おてんばむすめ）と言った表記もある。
男女いずれにもいう転婆は親不孝で従順でないこと。また、そのような人。

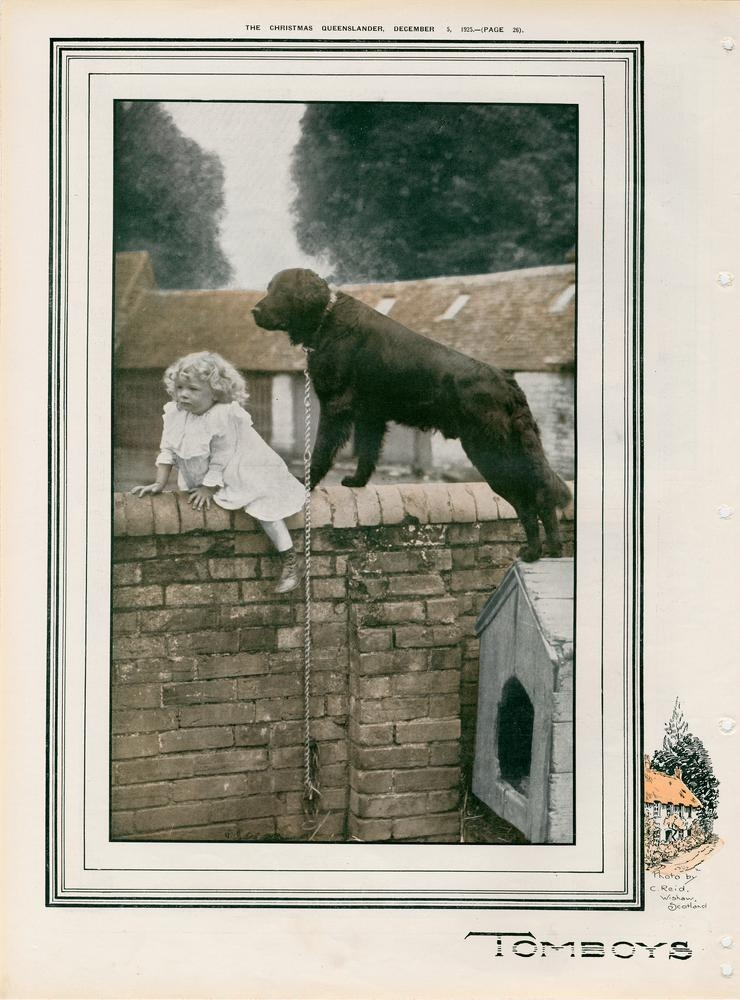
「Tomboys」チャールズ・リード撮影1925年

## 語源
オランダ語で「慣らすことのできない」を意味する「ontembaar（オンテンバール）」からの借用という、言語学者の大槻文彦が『大言海』で唱えた説が有力ではあるが、「お」を付けずに「てんば」という用例が多くあるため、確証を得るに至っていない。この他にも「御天馬（おてんま）」の字を当てて公用に使われていた元気に跳ね回る馬を女性に見立てたとする説や、女性が闊歩する様を言う「オテバ」の転訛という説がある。
「おてんばに かまいなんなと てんばいい」という江戸川柳が残っており、お転婆娘が男に「あんなお転婆は構わない方が良い。」と忠告するものだが、そんなことを男に言うこと自体がお転婆であるということをおかしく詠んだ川柳である。この川柳では「おてんば」と「てんば」が両方あるが、もともと「てんば」があり、それに「お」をつけて呼んだとされる。漢字では「転婆」と書くが、当て字のようである。
連続テレビ小説の主人公の女性はほとんどがお転婆娘であるという説があり、メディア研究家の小林偉の調査によれば、100作品中8作品で木に登るお転婆な少女、8作品で水に落ちるお転婆な少女が登場した。制作スタッフからは意図的にお転婆な少女が主人公にされているという証言があったという。

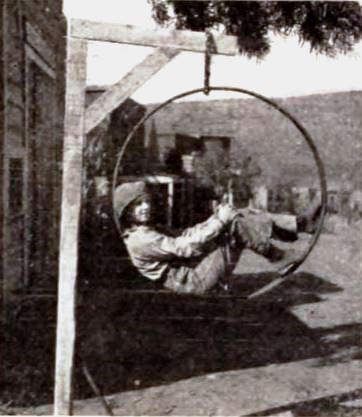
映画「
The Tomboy
」(1924年)

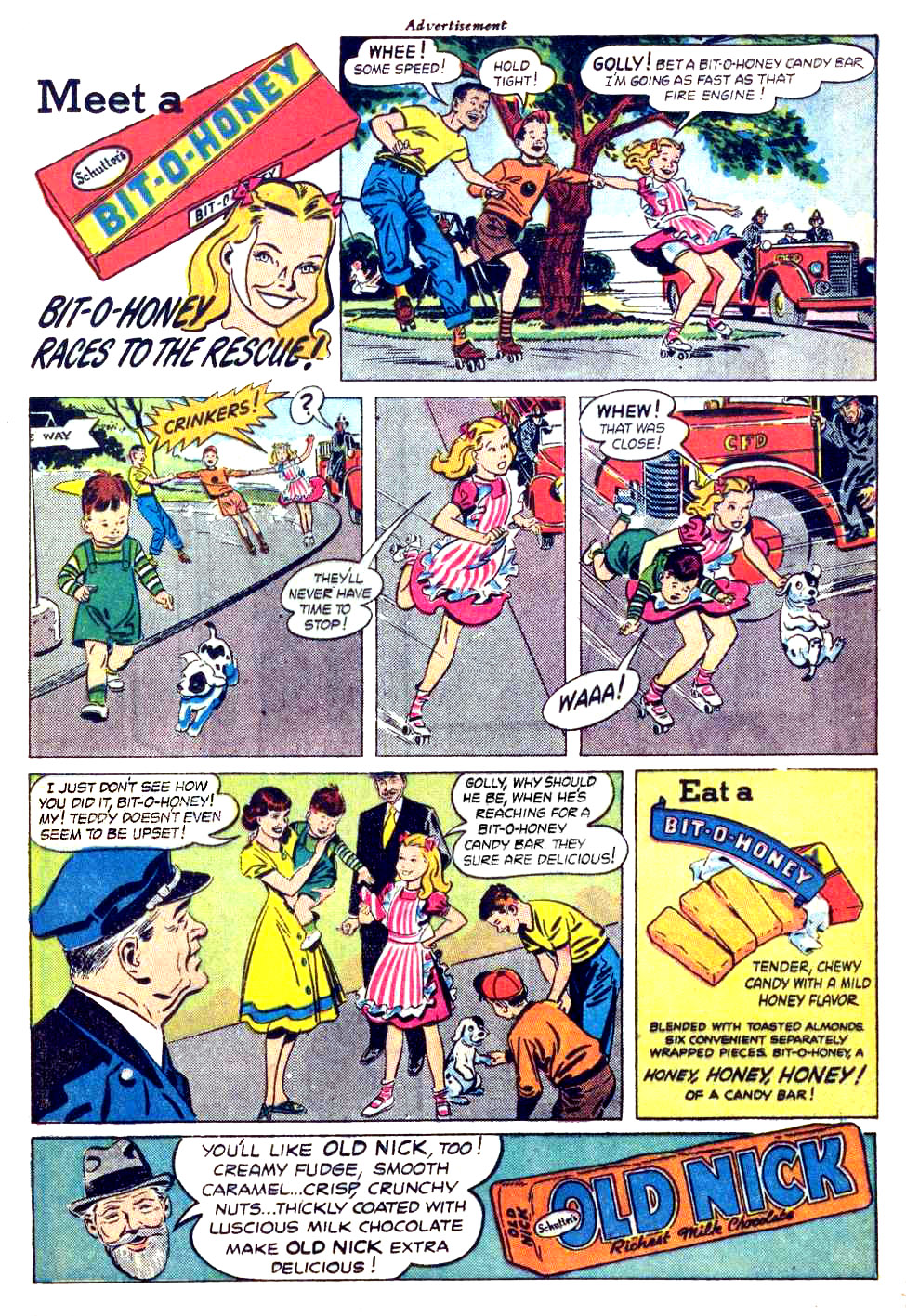
アメリカのお菓子の広告、おてんば娘が事故から幼児と仔犬を救う様子。(ペップコミックス1949年)

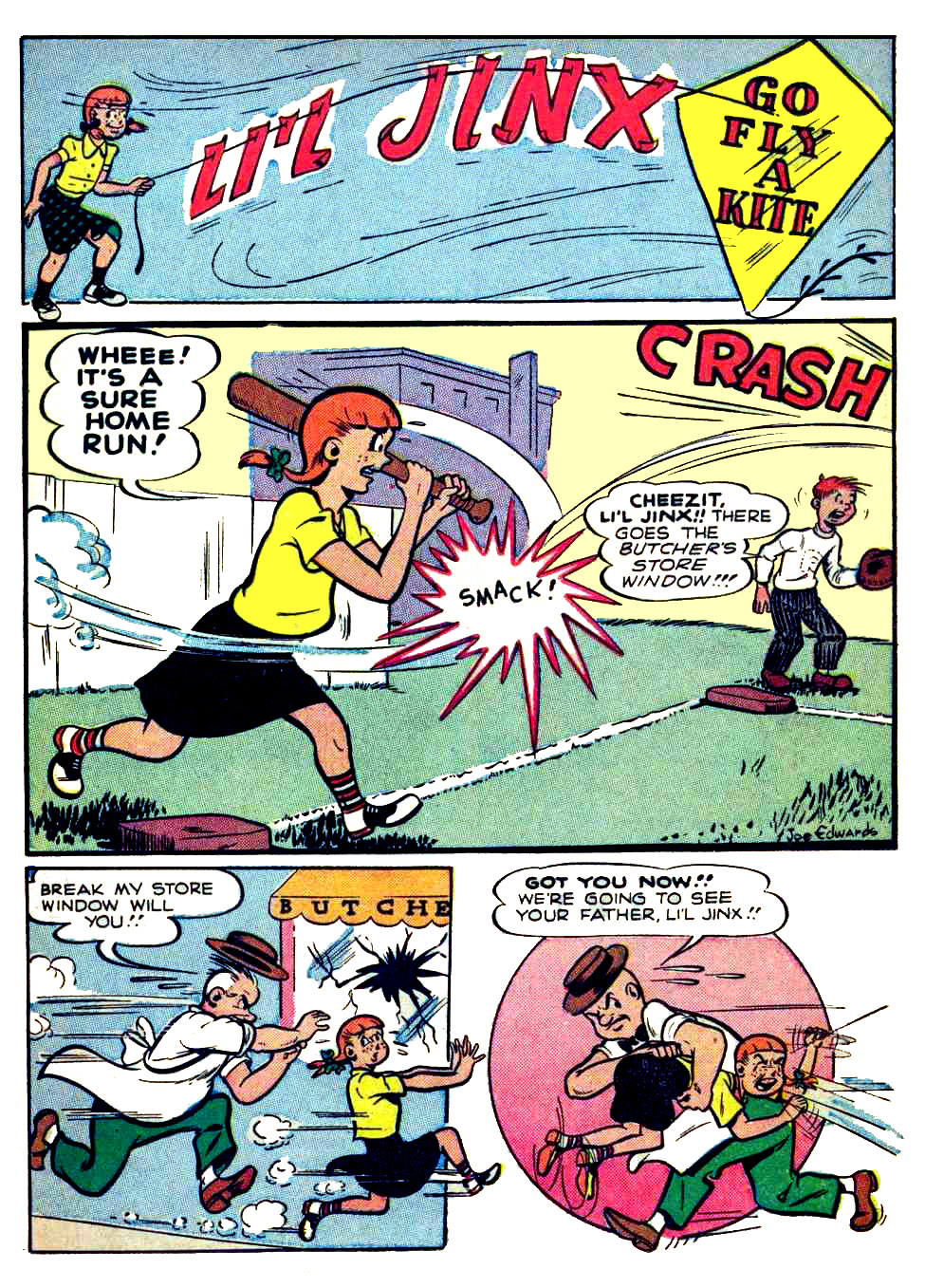
『リル・ジンクス』からの典型的なおてんば娘。(ペップコミックス1949年)